# Westport (Minnesota)
Westport é uma cidade localizada no estado americano de Minnesota, no condado de Pope.

## Demografia
Segundo o censo americano de 2000, a sua população era de 72 habitantes.
Em 2006, foi estimada uma população de 69, um decréscimo de 3 (-4.2%).

## Geografia
De acordo com o United States Census Bureau tem uma área de
0,7 km², dos quais 0,7 km² cobertos por terra e 0,0 km² cobertos por água. Westport localiza-se a aproximadamente 406 m acima do nível do mar.

## Localidades na vizinhança
O diagrama seguinte representa as localidades num raio de 20 km ao redor de Westport.